# 日本森田療法学会
日本森田療法学会（にほんもりたりょうほうがっかい、英: Japanese Society for Morita Therapy）は、森田療法の普及、発展を促進し、研究とその実践家の育成に貢献するとともに、会員相互の連絡を図ることを目的として1983年に設立された学会である。
主な事業活動は学術講演会の開催、学会誌の発刊などである。

## 学会誌
- 『日本森田療法学会雑誌』（年2回発行）

## 学会賞
- 森田正馬賞